# Paul Stricker
Paul Stricker (* 22. September 1878 in Odenheim; † 24. Dezember 1956 in Karlsruhe) war ein deutscher Pädagoge und Mykologe.

## Leben

### Ausbildung, berufliche Karriere und Privatleben
Er kam als Sohn des Landwirtes Franz Stricker und dessen Ehefrau Katharina Oestreicher zur Welt. Stricker besuchte zunächst die Volksschule in seinem Heimatort Odenheim und absolvierte anschließend eine Lehrerausbildung an der Präparandenanstalt in Tauberbischofsheim sowie am Lehrerseminar Ettlingen.
Nach seinem Abschluss durchlief er erste berufliche Stationen als Hilfslehrer in Berolzheim und Seminarunterlehrer in Ettlingen. Schließlich wurde er zum 12. April 1903 an die Volksschule nach Karlsruhe versetzt und dort am 1. März 1907 zum Hauptlehrer befördert. Während dieser Zeit hörte er nebenberuflich an der Technischen Hochschule Karlsruhe Vorlesungen des Botanikers und Mykologen Ludwig Klein (1857–1928). In Karlsruhe lehrte Stricker bis zu seiner Pensionierung 1944. Wegen seiner humanistisch-demokratischen Gesinnung wurde er während der Zeit des Nationalsozialismus trotz objektiver Verdienste nicht gefördert. Erst nach dem Ende des Zweiten Weltkrieges erhob man ihn noch zum Rektor, doch am 1. März 1946 ging er endgültig in den Ruhestand.
Stricker war mit Berta Kring verheiratet; das Paar hatte die zwei gemeinsamen Töchter Gertrud und Gretchen. Er starb an Heiligabend 1956 nach längerer Krankheit im Alter von 78 Jahren.

### Pilzkundliches Wirken
Bereits in jungen Jahren begeisterte er sich für Botanik und das Sammeln von Pflanzen. Als Mykologe war er weitgehend Autodidakt, wenngleich sein Professor Ludwig Klein einen erheblichen Einfluss auf seine Hinwendung zur Pilzkunde hatte. Dieser hatte sich der Vermittlung des Themas an Laien verschrieben und fand ab Ende der 1910er Jahre in Stricker einen engagierten Nachfolger. Stricker erarbeitete sich umfangreiche Kenntnisse vor allem in Bezug auf Makromyzeten.
Er wurde in Baden als „Volksmykologe“ bekannt. Unter anderem in Turnhallen, auf Wochenmärkten und in seiner Privatwohnung bot er kostenlose Pilzberatungen an und bestimmte gefundene Exemplare. Insbesondere in der wirtschaftlichen Krise nach dem Zweiten Weltkrieg (Hungerwinter 1946/47) machte er sich auf Exkursionen und Wanderungen sowie in Vorträgen und Ausstellungen um die Aufklärung der Bevölkerung über Gift- und Speisepilze verdient, da letztere vermehrt als wirksames Mittel zur Linderung der Nahrungsknappheit erkannt worden waren. Als Anfang der 1950er Jahre die Not gelindert war und in der Bevölkerung das Interesse am Sammeln von Pilzen nachließ, zog sich Stricker aus der Beratung zurück. Am 24. November 1951 schloss er den Pilzmarkt am Karlsruher Gutenbergplatz und trat auch als Pilzkontrolleur der städtischen Markthallen zurück.
Stricker war Mitglied in der Deutschen Gesellschaft für Pilzkunde und im Naturwissenschaftlichen Verein Karlsruhe und stand in regem Austausch mit Wissenschaftskollegen – unter anderem mit Franz Kallenbach, Sebastian Killermann und Julius Schäffer. Darüber hinaus gehörte er zum Freundeskreis von Johann Andreas Kneucker (1862–1946), der als Kustos für Botanik bei den Badischen Landessammlungen für Naturkunde in Karlsruhe tätig war. Den Landessammlungen war Stricker auch als ehrenamtlicher Mitarbeiter verbunden und beriet beispielsweise den zuständigen Präparator bei der Konservierung von Pilzen für Ausstellungszwecke. Außerdem nahm er im Auftrag der Landessammlungen zwischen 1937 und 1942 den Pilzbestand des Naturschutzgebietes Wutachschlucht in der südlichen Baar auf. Nachhaltige bundesweite Bekanntheit erlangte er durch die Erstbeschreibung des Tintenfischpilzes in Deutschland. Ein Exemplar war im Oktober 1938 vom Ingenieur Rudi Müller im Murgtal nördlich von Lautenbach gefunden und eine Zeichnung dessen an Stricker übermittelt worden. Im Juli 1940 stieß er im Durlacher Wald erstmals selbst auf ein Hexenei der Art und in den folgenden Monaten und Jahren erfuhr er von unzähligen weiteren Standorten in Südwestdeutschland. Nachdem er bei seinen ersten oberflächlichen Bestimmungsversuchen gemeinsam mit Kollegen zunächst auf den Roten Gitterling oder einen Vertreter der Gattung Ramaria getippt hatte, publizierte er noch im Dezember 1940 den korrekt bestimmten Fund. Diese Pilzart faszinierte Stricker nachhaltig und er beschäftigte sich mehrere Jahre lang mit ihrer Zucht und Untersuchung.

## Publikationen (Auswahl)
Monographien
- Die Pilze. Ihre Bedeutung in der Natur und im Haushalt der Menschen. Zugleich eine Einführung in die heimische Pilzwelt. Publikation im Auftrag des Stadtschulamtes, Karlsruhe, 1929.
- Das Pilzbuch. Ein Taschenbuch für Pilzsammler. G. Braun Verlag, Karlsruhe 1949, DNB 454932146.

Aufsätze in wissenschaftlichen Fachzeitschriften
- Breitblättrige Glucke (Sparassis laminosa Fr.). In: Zeitschrift für Pilzkunde. Band 19, 1935, Seiten 19–20.
- Ein für Deutschland neuer Fund. Anthurus Muellerianus (Kalchbr.)? In: Zeitschrift für Pilzkunde. Band 19 (Neue Folge) bzw. Band 24 (Alte Folge), 1940, Seiten 67–73.
- Anthurus aseroeformis (Mc Alpine). Ein für Deutschland neuer australischer Pilz im Oberrheingebiet. In: Beiträge zur naturkundlichen Forschung in Südwestdeutschland. Band 7, 1942, S. 287–300 (zobodat.at [PDF; 3,6 MB; abgerufen am 14. April 2023]).
- Mutinus elegans Mont. (= Mut. Curtisii Berk.) Ed. Fischer. In: Zeitschrift für Pilzkunde. Band 21, № 1, 1948, Seiten 21–23.
- Der Pilzbestand der Wutachschlucht, einiger Seitenschluchten und der angrenzenden Wälder. In: Beiträge zur naturkundlichen Forschung in Südwestdeutschland. Band 9, 1950, S. 3–54 (zobodat.at [PDF; 4,2 MB; abgerufen am 14. April 2023]).
- Die Ausbreitung des Tintenfischpilzes. In: Beiträge zur naturkundlichen Forschung in Südwestdeutschland. Band 13, Nr. 2, 1954, S. 93–98 (zobodat.at [PDF; 360 kB; abgerufen am 14. April 2023]).